# Rottenführer

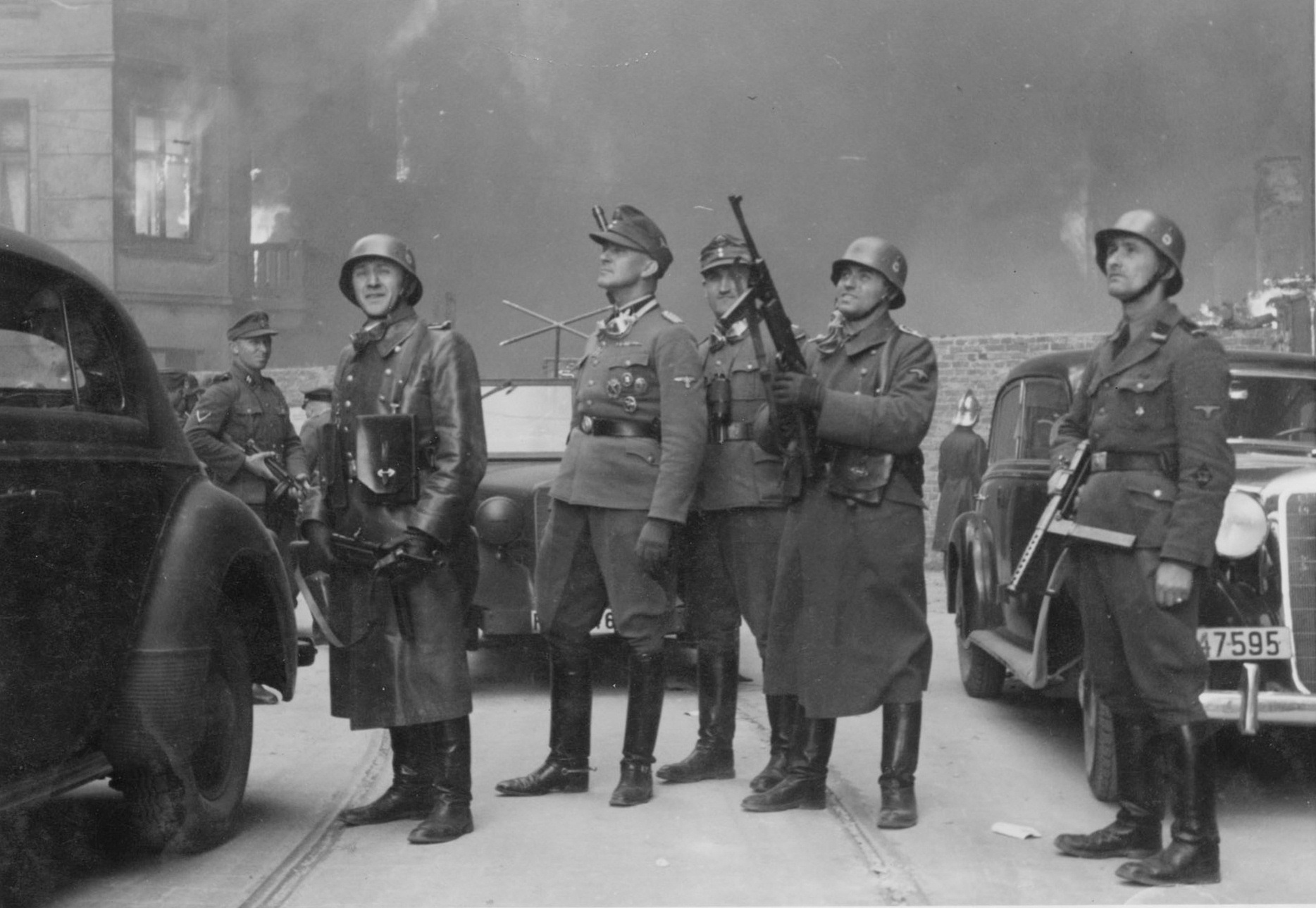
Genomen tijdens de Opstand in het getto van Warschau in 1943. De SS en de SD). De Rottenführer op de foto is Josef Blösche, geheel rechts.

Rottenführer (Nederlands: sectie leider) was een paramilitaire rang in de nazi partij die gecreëerd werd in het jaar 1932. De rang van Rottenführer werd gebruikt door verschillende nazi paramilitaire groepen, waaronder de Sturmabteilung (SA), en de Schutzstaffel (SS) en was hoger in de rang als Sturmmann.
De insignes voor een Rottenführer bestonden uit een dubbele zilveren streep op een lege kraagspiegel. Op het grijze veld uniformen werden ook de chevrons van een Obergefreiter gedragen. 

## Ontstaan
De term Rottenführer was buiten de militaire betekenis al veel eerder gebruikelijk voor de leider van een "Rotte" (Nederlands: groep, team, sectie), bijvoorbeeld bij de aanleg van spoorwegen.
In 1932 was Rottenführer de eerste gevestigde SA-rang. Door de uitbreiding van de organisatie was er behoefte aan een groot aantal vrijwilligers. De eerste SS rangen waren identiek aan de rangen van de SA, de Rottenführer werd ook in hetzelfde jaar een SS-rang.
Rottenführer was de eerste SS en SA positie die bevel voerde over andere paramilitaire troepen.
Zij voerden bevel over een rotte  meestal in de grootte van vijf tot zeven personen. Een Rottenführer, legde weer verantwoording af aan een Scharführer.
Na een reorganisatie van de SS-rangen in 1934 was de Rottenführer lager in rang dan de nieuwe SS-Unterscharführer, hoewel in de SA-rang bleef hij direct onder de rang van Scharführer.

## Toepassing
Binnen de Waffen-SS, werd een Rottenführer beschouwd als een equivalent van een Obergefreiter in de Duitse Wehrmacht. Bevelvoerend over een aantal troepen, werd een Rottenführer in de Waffen-SS niet beschouwd als een onderofficiers rang.
Voor degene die bevorderd wilden worden boven de rang van Rottenführer was het verplicht om voor een bevorderingsevaluatie en gevechtsvaardigheden assessment te slagen. Gedurende deze tijd stond de Rottenführer bekend met de titel van Unterführer-Anwärter (Nederlands: junior leider kandidaat). Een Waffen-SS Rottenführer had ook de optie om een officiers aanstelling te volgen door middel van een aanstelling als SS-Junker.
Rottenführer was ook een rang in de Hitlerjugend waar de positie beschouwd werd als een junior sectie leider titel. De rang van Oberrottenführer bestond ook in de Hitlerjugend.

## Zie ook

Insignes van de rang Rottenführer in de Waffen-SS
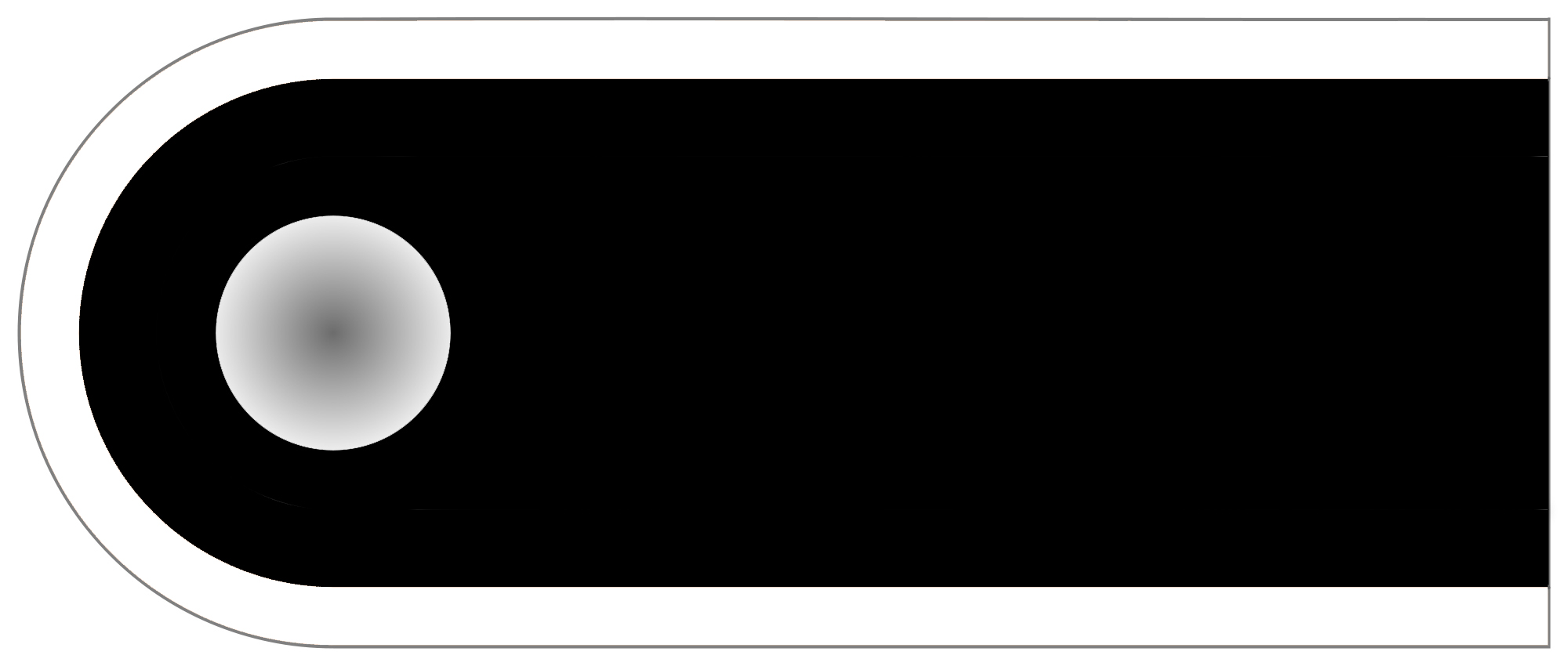
Epaulet
Kraagspiegels
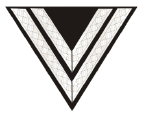
Mouw badge